# Крошечные мартышки
Крошечные мартышки (лат. Miopithecus) — род приматов из семейства мартышковых, состоящий из 2 видов. Обитают в центральной Африке, где их ареал простирается от Камеруна и Демократической республики Конго до Анголы.
В длину составляют от 32 до 45 см, весят приблизительно 1,3 кг (самцы) и 0,8 кг (самки), что делает их самыми маленькими представителями семейства мартышковых. Шерсть серо-зелёная сверху и светлая на нижней части тела, что делает их похожими на верветок. Голова круглая, мордочка безволосая.
Крошечные мартышки являются дневными животными, проводящими большую часть времени на деревьях, предпочитая дождевые леса или мангровые заросли у воды. Хорошо плавают, могут добывать себе пищу в воде.
Образуют большие группы от 60 до 100 животных. Собираются в большие стаи ближе к ночи, однако днём, во время поиска пищи, образуют более мелкие группы. В большой стае обычно несколько взрослых самцов, большое количество самок и их потомство. В отличие от прочих мартышек, территориального поведения не наблюдается. Также у представителей этого рода беден набор звуковых сигналов.
Крошечные мартышки всеядны, рацион состоит из фруктов, семян, водных растений, насекомых, птичьих яиц, моллюсков и мелких позвоночных.
Беременность длится около 160 дней, обычно с ноября по март. В помёте один детёныш. Детёныши рождаются достаточно крупными и хорошо развитыми (при рождении весят более 200 г, что составляет около четверти веса матери), и быстро развиваются. Через шесть недель они уже едят твёрдую пищу и становятся независимыми от матери к трём месяцам. Рекордная продолжительность жизни для крошечных мартышек в неволе составляет 28 лет.

## Виды
- Род Miopithecus — Крошечные мартышки
  - Miopithecus ogouensis Kingdon, 1997 — Габонская крошечная мартышка
  - Miopithecus talapoin Schreber, 1774 — Ангольская крошечная мартышка